# Cidaridae
Cidaridae Gray, 1825 è una famiglia di echinodermi dell'ordine Cidaroida.

## Tassonomia
La famiglia comprende i seguenti generi:
- Sottofamiglia Cidarinae Mortensen, 1928
  - Almucidaris Blake & Zinsmeister, 1991 †
  - Calocidaris H.L. Clark, 1907
  - Centrocidaris A. Agassiz, 1904
  - Chondrocidaris A. Agassiz, 1863
  - Chorocidaris Ikeda, 1941
  - Cidaris Leske, 1778
  - Compsocidaris Ikeda, 1939
  - Cyathocidaris Lambert, 1910†
  - Eucidaris Pomel, 1883
  - Hesperocidaris Mortensen, 1928
  - Kionocidaris Mortensen, 1932
  - Lissocidaris Mortensen, 1939
  - Tretocidaris Mortensen, 1903
  - Triassicidaris Smith, 1994†
- Sottofamiglia Goniocidarinae Mortensen, 1928
  - Austrocidaris H.L. Clark, 1907
  - Goniocidaris Desor, in Agassiz & Desor, 1846
  - Ogmocidaris Mortensen, 1921
  - Psilocidaris Mortensen, 1927
  - Rhopalocidaris Mortensen, 1927
  - Schizocidaris Mortensen, 1903
- Sottofamiglia Stereocidarinae Lambert, 1900
  - Hirudocidaris Smith & Wright, 1989†
  - Phalacrocidaris Lambert, 1902
  - Sinaecidaris Fourtau, 1921†
  - Stereocidaris Pomel, 1883
  - Temnocidaris Cotteau, 1863†
- Sottofamiglia Stylocidarinae Mortensen, 1903
  - Acanthocidaris Mortensen, 1903b
  - Plococidaris Mortensen, 1909
  - Prionocidaris A. Agassiz, 1863
  - Stylocidaris Mortensen, 1909
- Sottofamiglia Typocidarinae Vadet, 1988 †
  - Typocidaris Pomel, 1883 †
- Tribù Phyllacanthina Smith & Wright, 1989
  - Phyllacanthus Brandt, 1835

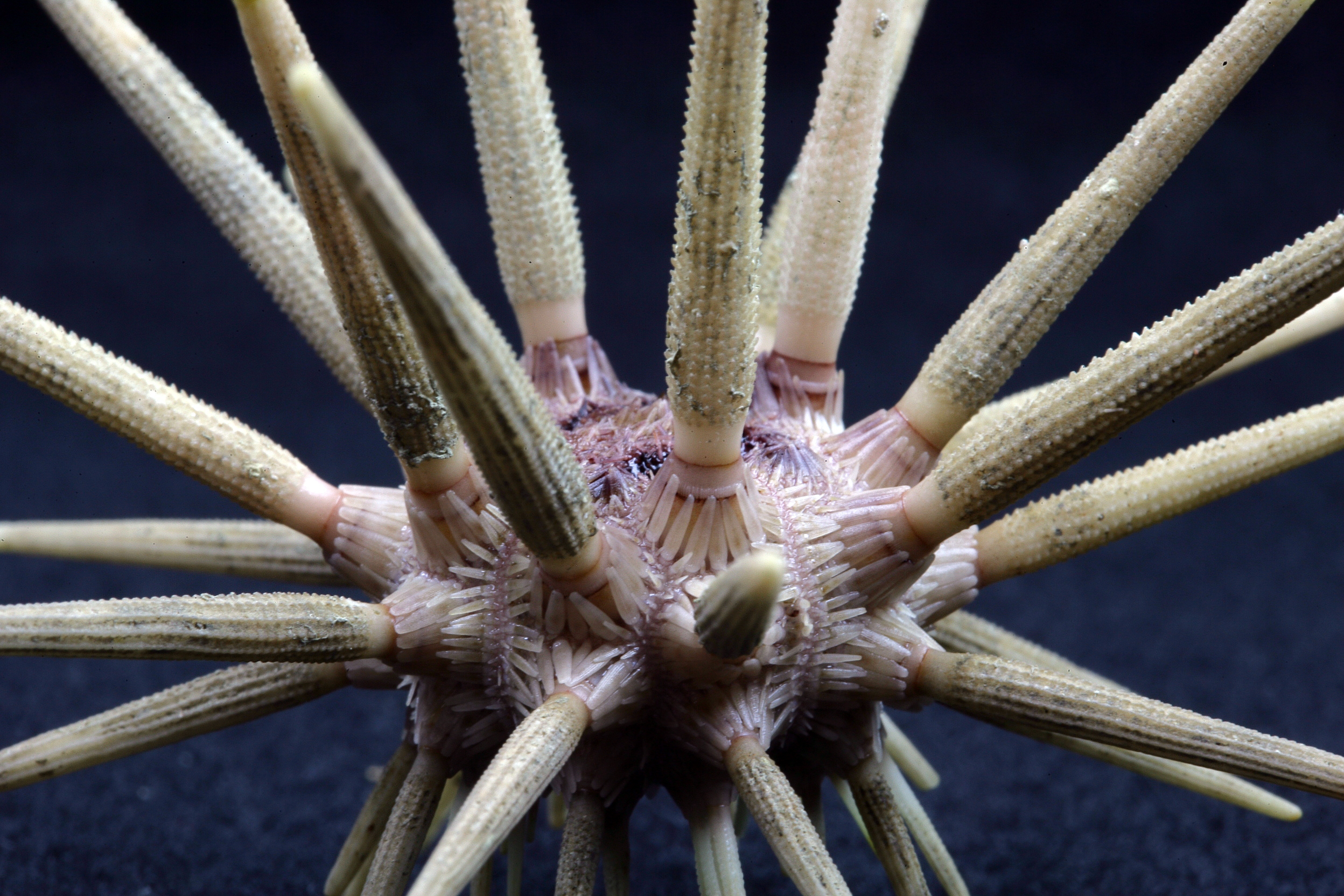
Cidaris cidaris.
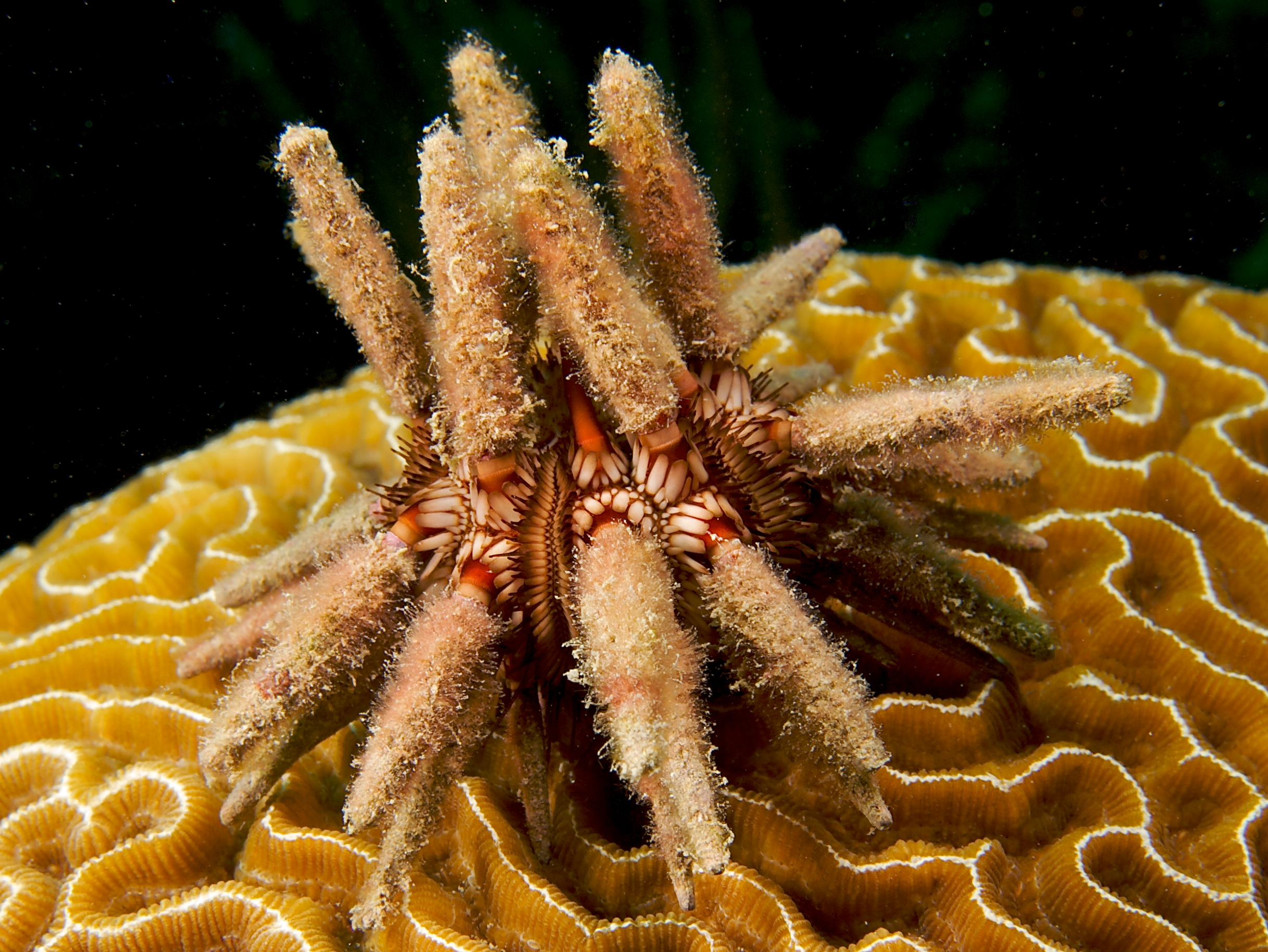
Eucidaris tribuloides.
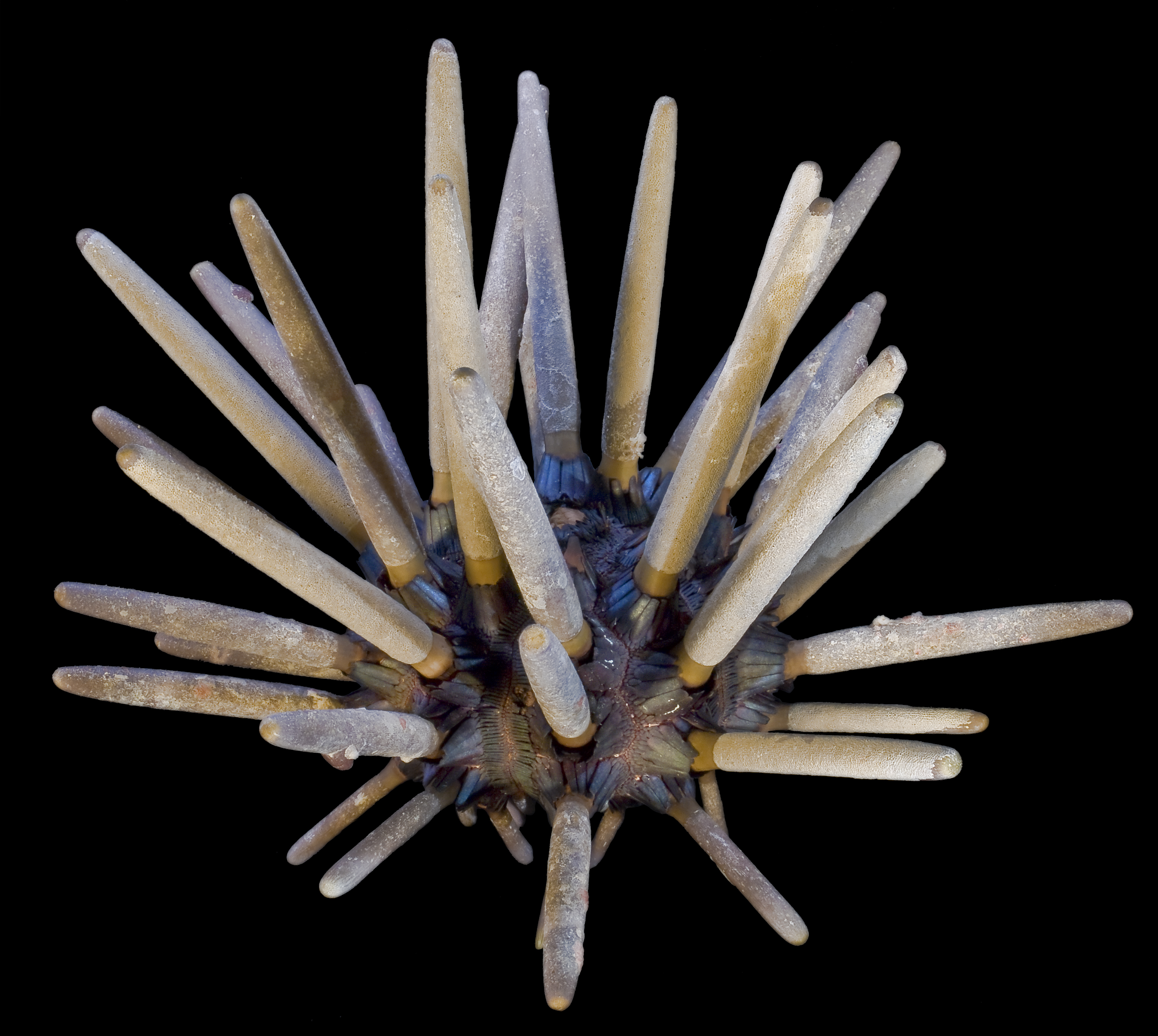
Phyllacanthus imperialis.
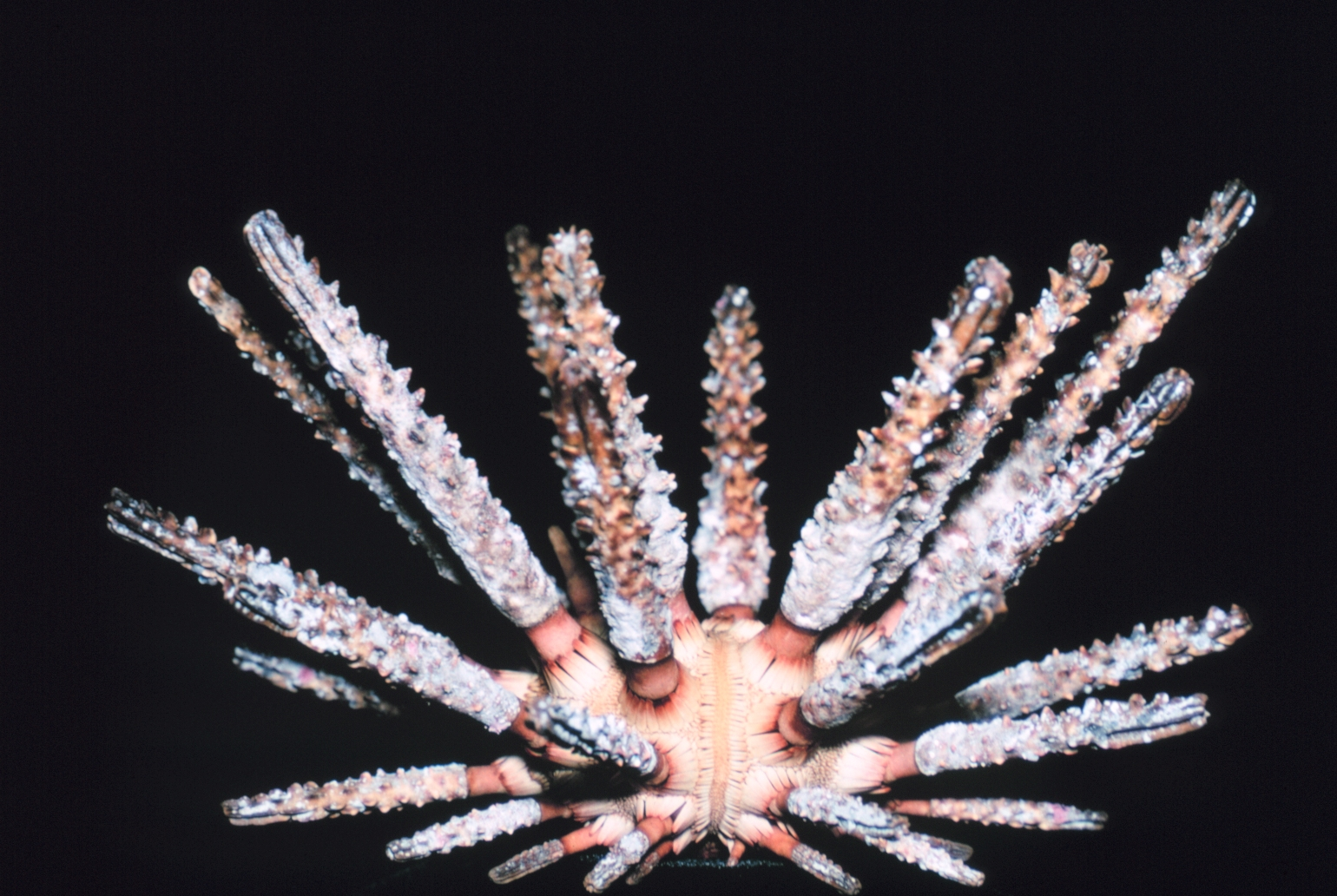
Prionocidaris hawaiiensis.
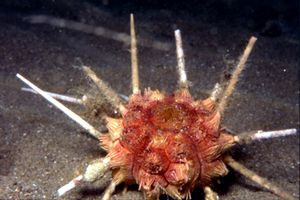
Stylocidaris affinis.